# مازيار بهاري
مازيار بهاري (بالفارسية: مازیار بهاری) من مواليد 25 مايو 1967، هو ناشط حقوقي إيراني-كندي واصحفي ومُنتج إعلامي. عملَ كمراسلٍ لجريدة نيوزويك من عام 1998 إلى عام 2011. زادت شهرة بهاري بعدما سجنتهُ الحكومة الإيرانية من حزيران/يونيو 2009 إلى 20 أكتوبر من نفسِ العام. حقّق كتابه ثم جاءوا لي شهرة كبيرة كما صُنف من أفضل الكتب مبيعًا في فترة من الفترات حسبَ جريدة نيويورك تايمز. حُوّل كتابه في عام 2014 إلى فيلمٍ درامي-كوميدي جسدهُ الممثل جون ستيوارت. أسّسَ بهاري في وقتٍ لاحق موقع إيران واير وهوَ موقع إخباري يعنى بحرية التعبير كما أطلقَ حملة الصحافة ليست جريمة جنبًا إلى جنب معَ مشروع العدالة الاجتماعية.

## الأسرة والتعليم
وُلدَ بهاري في العاصمة طهران لكنه انتقل إلى باكستان في عام 1987 قبل أن يُهاجر إلى كندا في عام 1988 لدراسة الاتصالات. شاركت عائلته في المعارض السياسة في إيران وقد سُجنَ والده من قبل نِظام محمد رضا بهلوي في خمسينيات القرن العشرين كما سُجنت شقيقتهُ مريم تحت حُكم روح الله الخميني في 1980 قبل أن تُفارق الحياة في وقت لاحق بعدما ألمّ بها مرضُ سرطان الدم. تزوّج بهاري من محامية إيطاليّة بريطانيّة تُدعى باولا جورلاي وتتخدنُ من لندن مقرًا لها. أنجبت باولا طفلها الأول في تشرين الأول/أكتوبر 2009 وذلك بعد وقت قصير من إطلاق سراح بهاري من السجن.

## الاعتقال
في صبيحة يوم الحادي والعشرين من يونيو/حزيران 2009 وأثناء  احتجاجات الانتخابات الإيرانيّة؛ اعتُقلَ بهاري من منزل عائلته في طهران ونُقل على الفورِ إلى سجن إيفين. بعدَ أزيد من أسبوعين؛ ظهر بهاري في بث مباشر نُقل عبرَ برس تي في وفيهِ يعترفُ الحقوقيّ أن الصحفيين الغربيين يعملون كجواسيس؛ كما اعترفَ أنّه غطى «مظاهرات غير قانونية» وحرّض على التجمهر غير القانوني كما ساعدَ في تعزيز ما يُعرف بالثورة الملوّنة.
رفضت عائلتهُ كافّة اعترافاته فيما أكّد زملائه في منظمة مراسلون بلا حدود أنّ بهاري قد صرّح بهذا تحت الإكراه. نُظمت خارج إيران حملة دولية للإفراج وقد لعبت زوجتهُ دورًا مهمًا في هذه الحملة بعدما تمكنت من لفتِ انتباه معظم المنظمات الحُقوقيّة بما في ذلك لجنة حماية الصحفيين، نادي القلم الدولي كما عملت على صنع وإخراج مجموعة من الأفلام الوثائقية للتعريف بقضيّته وبقضيّة باقي سجناء الرأي في الداخل الإيراني. نظمت نيوزويك هي الأخرى حملة للمطالبة بالإفراج الفوري عنهُ كما دعت عددٌ من الصحف الكبرى إلى إطلاق سراحه ناهيك عن تحدث وزيرة الخارجية الأمريكية حينها هيلاري كلينتون علنًا عن قضيته.
في يوم 20 أكتوبر؛ وبعد 118 يومًا في السجن معَ اتهامهِ بـ 11 تهمة تُجسس؛ أُطلق سراح بهاري بعدما دفع كفالة قدرها 300,000 دولار. بعدَ الإفراج عنه؛ اعترفَ بهاري أنّ السلطات الإيرانيّة أجبرتهُ على الاعتراف بشيء لم يفعله كما أكّد على استجوابهم له من أجل جمع مزيد من المعلومات حول العناصر الثوريّة التي تُعارض ولاية الفقيه. سُمح له في نِهاية المطاف بمغادرة البلاد والعودة إلى لندن وذلكَ قبل أيام من ولادة ابنته.

## ما بعد السجن

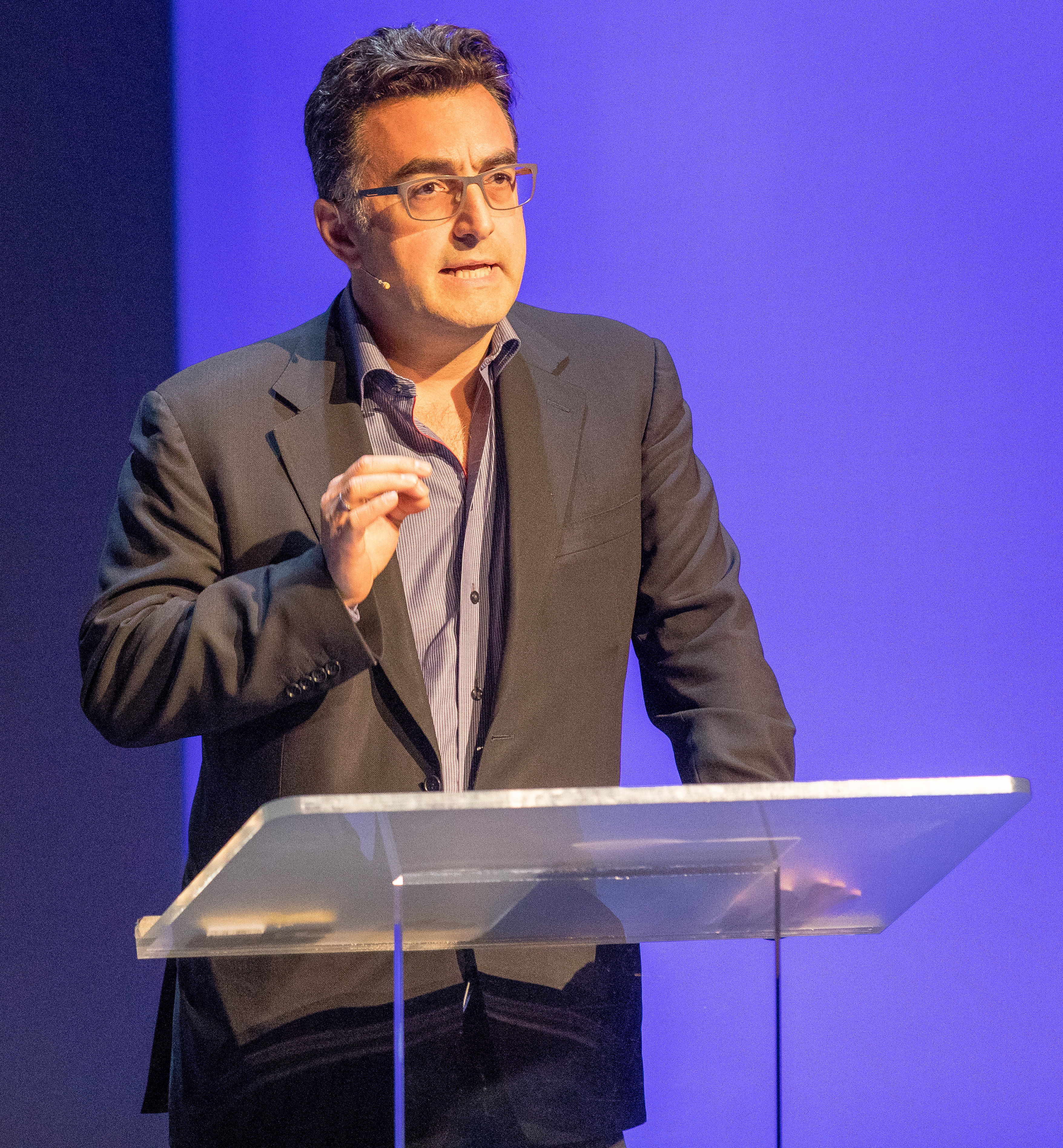
مازيار بهاري في منتدى أوسلو للحرية لعام 2018. عُقدت الجلسات في مسرح "ديت نوسكي تياتر" يومي 29 و30 مايو 2018.

بعد إطلاق سراحه؛ استغرقَ بهاري كلّ وقته في إجراء مقابلات ولقاءات صحفيّة للحديث عن تجربته في سجون النظام الإيراني كما ظهر في برنامج 60 دقيقة؛ وكتبَ عددًا من المقالات لصالحِ مجلة نيوزويك. اعترفَ بهاري على شاشة التلفزيون أنهُ تعرّض للتعذيب الجسدي والنفسي على يدِ عناصر من قوات الأمن الإيراني واحتُجزَ في الحبس الانفرادي هذا فضلًا عن التحقيق معهُ يوميا إما معصوب العينين أو بعيدًا عن وجهِ المحقق. اعترفَ بهاري كذلك بأنّ النظام الإيراني قد هددهُ بالإعدام في حالة ما لم يستجب لهم كما أكّد على تعرضهِ مرارًا وتكرارًا للصفع والركل واللكم والضرب بالحزام لإهانتهِ وإهانة كرامته. اتُهم بهاري بالتخابر والتجسس لصالحِ أربعة أنواع مختلفة من وكالات المخابرات وهي وكالة المخابرات المركزية، الموساد، جهاز الاستخبارات البريطاني ثمّ العمل لصالحِ جريدة معادية وهيَ نيوزويك. يقولُ بهاري أنّه وبعد فشلِ السلطات في العثور على أي دليل يُثبت أنّه جاسوسًا؛ حاولت البحث عن أشخاص آخرون ليلفقوا له هذه التُهمة.
خلال المقابلات التي أجراها؛ لفتَ بهاري الانتباه إلى نقطة مهمة وهي إلحاح السلطات عليهِ من أجل السكوت وعدم التفوّه بأي شيء مهددين إياه في نفس الوقت بالقولِ إنّ الحرس الثوري قادرٌ على جلبِ أيّ معارض للدولة الإيرانيّة من أي مكان في العالم كما ذكر أنّه لن يعود لإيران ما دامت الجمهورية الإسلامية قائمةٌ هناك. جدير بالذكر هنا أنّ محكمة الثورة في إيران قد حكمت عليهِ غيابيًا بالسجنِ عشر سنوات ونصف بالإضافة إلى 74 جلدة.

## روابط خارجية
- مازيار بهاري على موقع IMDb (الإنجليزية)
- مازيار بهاري على موقع الموسوعة البريطانية (الإنجليزية)
- مازيار بهاري على موقع ألو سيني (الفرنسية)
- مازيار بهاري على موقع أول موفي (الإنجليزية)
- مازيار بهاري على موقع قاعدة بيانات الفيلم (الإنجليزية)
- مازيار بهاري على موقع كينوبويسك (الروسية)